# Worrisome Heart
Worrisome Heart è il primo album discografico in studio della cantautrice jazz statunitense Melody Gardot, pubblicato nel 2006 in maniera indipendente e nel 2008 dalla Verve Records che arriva in seconda posizione nella classifica Jazz Albums ed in ottava in Francia.

## Tracce
Testi e musiche di Melody Gardot.
1. Worrisome Heart – 4:21
2. All That I Need Is Love – 2:36
3. Gone – 2:50
4. Sweet Memory – 3:21
5. Some Lessons – 5:23
6. Quiet Fire – 4:13
7. One Day – 2:02
8. Love Me Like A River Does – 4:06
9. Goodnite – 3:04
10. Twilight – 1:01